# Alexander McCall Smith
Alexander McCall Smith (Bulawayo, Zimbabue 24 de agosto de 1948), es un profesor universitario y escritor británico con gran éxito de ventas, que comenzó publicando textos académicos y libros para niños. De hecho, antes de ser conocido como escritor de ficción, fue un respetado experto en derecho médico y bioética y formó parte de comités británicos e internacionales afines.

## Biografía
Aunque nació en Rodesia del Sur (ahora Zimbawe), se formó en Escocia donde fue profesor de Derecho Médico en la Universidad de Edimburgo, para volver posteriormente a Botsuana, donde enseñó derecho en la Universidad de Botsuana. Se instaló en Edimburgo en 1984, junto a su esposa Elizabeth (médico), con quien tuvo dos hijas, Lucy y Emily. También cofundaron The Really Terrible Orchestra, en la que el escritor toca el fagot. Más relevante es su contribución para la creación del primer centro para estudiar ópera de Botsuana: The Number One Ladies Opera House, y autor del libreto de su primera producción, una versión de Macbeth situada en el delta del río Okavango.

En 2014, el escritor compró los Cairns of Coll, cadena de islotes deshabitada en las Hébridas, expresando sus intenciones así: «No tengo la intención de hacer absolutamente nada con ellos, sólo asegurarme de que, después de que me haya ido, sean mantenidos en fideicomiso, vírgenes y deshabitados, para la nación. Quiero que se mantengan a perpetuidad como un santuario para la vida silvestre, para aves y focas y todas las otras criaturas que allí habitan».

## Obras
Es autor de libros juveniles, relatos y series de novelas de detectives: La primera agencia de mujeres detectives, protagonizada por Precious Ramotswe, en Gaborone (Botsuana); El club de filosofía de los domingos, con Isabel Dalhousie como protagonista, ambientada en Edimburgo, como también su serie Scotland Street.

### La primera agencia de mujeres detectives
- La primera agencia de mujeres detectives (también La primera detective de Botsuana)(1998)
- Las lágrimas de la jirafa (2000)
- Lecciones para chicas guapas  (2001)
- Escuela Kalahari (2002)
- El arca de la vida (2003)
- Alegres y en compañía (2004)
- Zapatitos azules y felicidad (2006)
- Un marido bueno, un buen marido (2007)
- The Miracle at Speedy Motors (2008)
- Tea Time for the Traditionally Built (2009)
- The Double Comfort Safari Club (2010)
- The Saturday Big Tent Wedding Party (2011)
- The Limpopo Academy of Private Detection (2012)
- The cleverness of ladies (short story, 2012)
- The Minor Adjustment Beauty Salon (2013)
- The Handsome Man's De Luxe Café (2014)
- The Woman Who Walked in Sunshine (2015)
- Precious and Grace (2016)
- The House of Unexpected Sisters (2017)
- The Colours of All the Cattle (2018)
- To the Land of Long Lost Friends (2019)
- How to Raise an Elephant (2020)
- The Joy and Light Bus Company (2021)
- A Song of Comfortable Chairs (2022)

The Precious Ramotswe Series (The first investigations of Mma Ramotswe, when she was just a child)
- The Great Cake Mistery (short story, 2012)
- Precious and the Monkeys (2010)
- The Mistery of Meerkat Hill (2012)
- The Mistery of the Missing Lion (2013)
- Precious and the Zebra Necklace (2016)

### El club filosófico de los domingos
- El club filosófico de los domingos (2004)
- Amigos, amor y chocolate (2005)
- The right attitude to rain (2006)
- The careful use of compliments (2007)
- The comfort of Saturdays (2008)
- The lost art of gratitude (2009)
- The charming quirk of others (2010)
- The forgotten affairs of youth (2011)
- The perils of morning coffee (short story, 2011)
- Un uncommon appeal of clouds (2012)
- The novel habits of happiness (2015)
- Sweet, thoughtful Valentine (short story, 2016)
- A distant view of everything (2017)
- At the reunion buffet (short story, 2015)
- The quiet side of passion (2018)
- The Geometry of Holding Hands (2020)
- The Sweet Remnants of Summer (2022)

### The 44 Scotland Street Series
- 44 Scotland Street (2005)
- Espresso Tales (2005)
- Love Over Scotland (2006)
- The World According to Bertie (2007)
- The Unbereable Lightness of Scones (2008)
- The Importance of Being Seven (2010)
- Bertie Plays the Blues (2011)
- Sunshine on Scotland Street (2012)
- Bertie's Guide to Life and Mothers (2013)
- The Revolving Door of Life (2015)
- The Bertie Project (2016)
- A Time of Love and Tartan (2017)
- The Peppermint Tea Chronicles (2019)
- A Promise of Ankles (2020)
- Love in the Time of Bertie (2022)

The Professor Dr Moritz-Maria von Igelfeld Series
- Portuguese Irregular Verbs (2003)
- The Finer Points of Sausage Dogs (2003)
- At the Villa of Reduced Circumstances (2003)
- Unusual Uses of Olive Oil (2011)
- Your Inner Hedgehog (2021)

The Detective Varg Series
- Varg in Love (short story, 2012)
- The Strange Case of the Moderate Extremists (short story, 2019)
- The Department of Sensitive Crimes (2019)
- The Talented Mr. Varg (2020)
- The Man with the Silver Saab (2021)

The Paul Stuart Series
- My Italian Bulldozer (2016)
- The Second Worst Restaurant in France (2019)

Corduroy Mansions Series
- Corduroy Mansions (2009)
- The Dog Who Came In From The Cold (2010)
- A Conspirancy of Friends (2011)

### Otros libros para adultos
- El árbol del chicle hinchable
- Citas celestiales y otros flirteos (1995, versión en español: 2006)
- Dream Angus (como parte de la Canongate Myth Series, 2006)[2]
- The 21/2 Pillars of Wisdom
- Mma Ramotswe's Cookbook
- La’s Orchestra Saves the World (2008)
- Precious and the Puggies
- Trains and Lovers (2012)
- What W.H. Auden Can Do for You (nonfiction, 2013)
- The Forever Girl (2014)
- Fatty O'Leary's Dinner Party (2014)
- The Good Pilot, Peter Woodhouse (2017)
- The Pavilion in the Clouds (2021)
- The Exquisite Art of Getting Even (2022)

Libros para niños
- The White Hippo (1980)
- The Perfect Hamburger (1984)
- Alix and the Tigers (1988)
- The Tin Dog (1990)
- Calculator Annie (1991)
- Marzipan Max (1991)
- The Popcorn Pirates (1991)
- The Doughnut Ring (1992)
- Who Invented Peanut Butter? (1993)
- Paddy and the Ratcatcher (1994)
- The Muscle Machine (1995)
- The Bubblegum Tree (1996)
- The Five Lost Aunts of Harriet Bean (1997)
- Teacher Trouble (2000)
- Dream Angus (2006)
- Freddie Mole, Lion Tamer (2016)
- Hari and his Electric Feet (2018)
- Max Champion and the Great Race Car Robbery (2018)

#### The Big-Top Mysteries series
1. The Case of the Vanishing Granny (2019)
2. The Great Clown Conundrum (2019)

#### School Ship Tobermory
1. School Ship Tobermory (2015)
2. The Sands of Shark Island (2016)
3. The Race to Kangaroo Cliff (2018)
4. The Secret of the Dark Waterfall (2019)

#### Akimbo
1. Akimbo and the Lions (1992)
2. Akimbo and the Crocodile Man (1993)
3. Akimbo and the Elephants (2005)
4. Akimbo and the Snakes (2006)
5. Akimbo and the Baboons (2008)

#### Harriet Bean
1. The Cowgirl Aunt of Harriet Bean (1993)
2. The Five Lost Aunts of Harriet Bean (1990)
3. Harriet Bean and the League of Cheats (1991)

#### Max & Maddy
1. Max & Maddy and the Bursting Balloons Mystery (1997)
2. Max & Maddy and the Chocolate Money Mystery (1999)